# Wado-kai
Wado-kai (japansk: Wadōkai, 和道会) er en karatestil inden for japansk kampsport. Før den 5. juni 1967 var navnet på Wado-kai, 'Wadō-ryū' (和道流). Skolen for Wadō-ryū blev grundlagt af Hironori Otsuka (大塚 博紀) i år (1939).
Wado-ryu/Wado-kai er en karatestil, hvis undervisning er afledet fra historiske erfaringer fra jujutsu-skolen, Shindō-Yōshin-Ryū (新道楊心流), der blev grundlagt i 1864 i Asakusa, Tokyo.

## Navnets betydning
Wado (japansk: 和道, Wadō) kan oversættes med: Wa= fred, harmoni; Do= vej; Wado som begreb kan således fortolkes som fredens vej.
Ryu (japansk: 流, ryū) kan oversættes med: Skole, stil, retning.
Kai (japansk: 会 ) = gruppe eller organisation.

## Historie
I følge Donn F. Draeger begyndte Hironori Otsuka (født 1. juni 1892 i landsbyen Shimodate - død 29. januar 1982 i Tokyo) i år 1898 at træne jujutsu hos sin onkel Chojiro Ebashi-sensei under vejledning af sin far. Som 13-årig (1905) begyndte Otsuka at træne Shindo-Yoshin-Ryu jujutsu i Genbukan Dojo i landsbyen Shimotsuma ved Tatsusaburo Nakayama-sensei.
I 1910-1912 læste Otsuka ved Waseda Universitetet.
I årene 1910 - 1921 trænede Otsuka i jujutsu-skoler i Tokyo, som var Kito-ryu, Tenjin-shinyo-ryu og Yoshin-Ko-ryu, samtidig med at han vedligeholdt sin træning og kontakt med Shindo-Yoshin-ryu.
Den 1. juni 1921 (29 års fødselsdag) modtager Otsuka menkyo-kaiden ("mester-licens") i Shindo-Yoshin-Ryu Jujutsu Kenpo.
Året efter i maj 1922 møder Otsuka Gichin Funakoshi fra Okinawa, som giver Otsuka undervisning i Shuri-te (forløber for japansk karate). Senere begyndte Otsuka at træne Tode-kata ved Kenwa Mabuni (1928-29) og Choki Motobu (1932). Lidt efter lidt begyndte Otsuka at åbne karateklubber og blev gradvis mindre afhængig af Funakoshi.
I april 1934 grundlagde Otsuka sin egen karateklub, som han kaldte for Dai Nippon Karate Shinko Kurabu (Shinko= forfremme; Kurabu= klub). I februar 1938 startes stilartens første landsorganisation: Dai Nippon Karate Shinbu Kai (Shin=forfremmelse; Bu=kamp; Kai=gruppe, organisation). I 1939 dannede Otsuka sin karateskole, men først i 1940 blev navnet på hans stilart, Wado-ryu Karate Jutsu, registreret hos den japanske organisation Butokukai. Skolen er også kendt under navnet Wadō Ryū Karate-dō Jūjutsu Kempō (空手道•柔術拳法).
I 1952 blev hovedkvarteret for Wado-ryu etableret hos Meiji University karate club.
I forbindelse med med fejringen af 20-året for stilartens etablering i maj 1954 blev landsorganisationen Dai Nippon Karate Shinbu Kai ændret til Zen Nippon Karate-do Renmei (All Japan Karate-do Federation).
Den 5. juni 1967 blev navnet 'Wadō-ryū' ændret til 'Wadō-kai'.
I 1981 danner Jiro Otsuka (1934-2015) sammen med en række instruktører deres egen organisation: Nippon Wado-ryu Renmei (Japan Wado-ryu Federation, nu også kaldet International Federation of Wado-ryu Organizations).
I 1991 danner Tatsuo Suzuki (1928-2011) efter brud med Japan Wado-ryu Federation i 1989, sammen med en række instruktører uden for Japan, en ny organisation: Wado Kokusai Karate-do Renmei (Wado International Karate-do Federation).

### I Danmark
I efteråret 1976 besluttede Århus Judo Klub Kumikata at indføre Wado-ryu (JKF-Wadokai) i Danmark pr. den 1. januar 1977.
I april 1977 blev der afholdt seminar i Aarhus med Shingo Ohgami 5. dan fra den svenske karateklub, der hedder "Samurai-dojo" beliggende i Gøteborg, hvilket blev en tilbagevendende begivenhed i årene fremover til og med 1999. Disse seminarer har i samlet betragtning været en væsentlig faktor for opbygningen af den tekniske integritet og standard i de danske Wado-klubber. Seminarerne sammenholdt med deltagelse i Svensk Wadokais vinter-, påske- og sommerlejre samt kurser, har medført stabilitet og tryghed i den danske Wado-organisation.
I efteråret 1978 var der fire Wadokai-klubber i Danmark beliggende i henholdsvis Aarhus, Horsens, Hedensted, Tilst, disse klubber afholdt den 8. september 1979 stiftende generalforsamling i Aarhus for "Wadokai Denmark Karate-do" som national stilarts-organisation. Fra 1982 var strukturen fastlagt, de to første udøvere inden for Dansk Wado-kai havde bestået graden 1. dan (sortbælte) i JKF-Wadokai regi, gradueret i Gøteborg med japansk certifikat.
Fra år 1986 blev betegnelsen "Dansk Wadokai Karate-do" (DWK) anvendt for Wado-paraplyorganisationen i Danmark.
I april 1996 dannes DWK´s Dan-kollegium, som forestår 1. dan gradueringer i Danmark. I år 2016 har de respektive klubber udøvere med sortbælter på niveauerne 1. til 5. dan.
I alt 20 klubber har været medlems registreret gennem årene (1977-2016) og klubberne har jævnligt deltaget i JKF-Wadokai tekniske seminarer og stævner, både i Danmark og i udlandet. Første stævne/konkurrence i Wadokai-regi med dansk deltagelse blev afholdt den 18. februar 1978 i Aarhus mellem Norge og Danmark.

## Historiske teknikker
Wado-kai er en karatestil, hvor teknikker kan trækkes tilbage til tiden før år 1893.
Eksempelvis ses gamle teknikker der er illustreret i bogen "Tenjin-Shinyo-Ryu Jujutsu Gokui Kyoju Zukai" fra år 1893. Disse teknikker stammer fra skolen "Tenjin-Shinyo-ryu", hvor teknikker den dag i dag er indarbejdet i Wado-kais teknikker. I bogen er der blandt andet vist kast og armlås fra Tenjin-Shinyo-ryus Shodan Tachi-Ai (stående teknikker), der benyttes i Wados Kihon-kumite: Kropskastet "Kinukatsugi" og håndledskastet "Kotegaeshi" (eller Kotenage) samt armstræklås "Hikitate" (Ude-Hishigi) og hoved/nakke-lås "Zu-dori" (fra Tenjin-Shinyo-ryus Chudan Tachi-Ai), begge anvendes i dag i Wado-ryus knivforsvar (Tanto-dori) - Kotegaeshi anvendes også i denne forbindelse. Serge Mol har i sin bog "Classical Fighting Arts of Japan" medtaget illustrationer, der illustrerer "Shime-waza teknik" (strangulering-teknik) fra Tenjin-Shinyo-ryu curriculum.
Katsunosuke Matsuoka (1836-1898) fik menkyo kaiden licens i Tenjin-Shinyo-Ryu i 1855 og åbnede efterfølgende sit private træningssted (dojo) i Asakusa (Tokyo) i 1858. I år 1864 grundlagde Matsuoka skolen Shindo-Yoshin-Ryu i Asakusa, hvoraf indhold og stil har store ligheder med Tenjin-Shinyo-Ryu. Hironori Otsuka havde indgående kendskab og færdigheder inden for henholdsvis Tenjin-Shinyo-Ryu og Shindo-Yoshin-Ryu, hvorved teknikker fungerede som inspirationskilde eller videreført til hans Wado-karatesystem. Den dag i dag trænes nogle af disse teknikker stadigvæk i Wado-kai.

## Konkurrencer
Sport inden for Wado-kai, udgøres af 2 discipliner:
Kata (figurøvelser, solo-øvelsesrække) og Kumite (frikamp mellem 2 udøvere), som hver især afvikles som henholdsvis:
Individuel konkurrence og holdkonkurrence, opdelt i en gruppe for kvinder og en gruppe for mænd.
Der konkurreres i nationale og internationale mesterskaber. Første japanske Wado-mesterskab blev afholdt i maj 1955 i Tokyo, første Wado-EM blev afholdt i Holland i oktober 1972 og første globale Wado-WM blev afholdt i august 1989 i London. Repræsentanter for Danmark har gennem årene hjemtaget guld-, sølv- og bronze i både Kata og Kumite.

### Internationale paraplyorganisationer
- All Japan Karate-do Federation Wadokai. Organisationen blev stiftet i år 1938 med hovedsæde i Tokyo og med Hironori Ohtsuka som teknisk leder (chefinstruktør).

- International Federation of Wado-ryu Karate-do Organizations. Organisationen blev stiftet i år 1981 med hovedsæde i Tokyo og med Jiro Ohtsuka som teknisk leder (chefinstruktør).

- Wado International Karate-Do Federation. Organisation blev stiftet i år 1991 med hovedsæde i London og med Tatsuo Suzuki som teknisk leder (chefinstruktør).

### National paraplyorganisation
- Dansk Wadokai. Organisationen blev stiftet i år 1979.

## Noteapparat